# Juraj IV. Druget
Jiří IV. Druget(h) (též Juraj, maďarsky IV. Drugeth György) byl uherský šlechtic z humenské větve rodu Drugetů.

## Život
Jediný syn Jana X. Drugeta byl Jiří, který se narodil 8. června 1633. Jiří IV. Druget se stal dědičným županem Užské župy. 
V bojích proti Turkům byl zvolen nejvyšším velitelem košické šlechtické domobrany a šlechtické domobrany na Zemplíně. 
Jiří IV. Druget zemřel 9. října 1661.
Z jeho potomků nejstarší syn Valentin byl biskupem, prostřední syn Jan zemřel jako dítě a nejmladší Mikuláš zemřel ve Snině svobodný v roce 1682. Nejnadějnější se ale zdál jeho syn Zikmund II. Druget. Měl také jednu dceru Kristýnu.